# Solanum aemulans
Solanum aemulans là loài thực vật có hoa trong họ Cà. Loài này được Bitter & Wittm. miêu tả khoa học đầu tiên năm 1914.